# Scott Hunter-Russell
Scott Hunter-Russell (* 1. Juni 1970 in Sydney) ist ein ehemaliger australischer Bogenschütze.

## Karriere
Scott Hunter-Russell gewann mit der australischen Mannschaft bei den Weltmeisterschaften 1991 die Bronzemedaille. Bei den Olympischen Spielen 1992 belegte er im Einzelwettkampf den 48. Platz. Im Mannschaftswettbewerb wurde er mit dem australischen Team Siebter. In der Halle wurde er 1999 Mannschaftsweltmeister. Bei den Olympischen Spielen 2000 in Sydney belegte er im Einzelwettkampf Rang 24. Im Mannschaftswettbewerb wurde er mit dem australischen Team den Zwölfter.